# Bear Mountain Inn
El Bear Mountain Inn es un hotel, restaurante y spa de 1915 propiedad de la Comisión del Parque Interestatal de Palisades y ubicado en el Parque Estatal Bear Mountain, justo al sur del Puente Bear Mountain en el condado de Rockland, Nueva York. Se llama Bear Mountain Inn & Conference Center y cuenta con el 1915 Cafe y la tienda de regalos Bear Mountain Trading Company. Una renovación se completó en abril de 2012.

## Historia
Se encuentra entre los primeros ejemplos del tipo de albergues de parques rústicos comunes en los parques estatales y nacionales. La construcción requirió dos años a un costo informado de manera diversa como $ 100,000 y $ 150,000. Fue diseñado por la firma de la ciudad de Nueva York de Tooker & Marsh en un estilo fuertemente influenciado por Adirondack Great Camps.
La piedra utilizada en los cimientos, las fachadas de las paredes y las dos chimeneas notablemente grandes, se obtuvo de paredes antiguas en las propiedades adquiridas para Bear Mountain State Park. La madera de castaño utilizada para armazones, ciertas molduras, revestimientos y revestimientos para pisos también se obtuvo de los terrenos del parque local y se asentó en el sitio. A pesar de las apariencias en contrario, el marco básico del edificio está construido de acero.
El sótano de 1915 contenía una planta de iluminación eléctrica que también se planeó para suministrar energía a una escalera mecánica desde el embarcadero de la excursión en el río Hudson hasta la meseta en la que se encuentra la posada. La planta baja incluía un mostrador para el almuerzo, mientras que en la terraza del segundo piso se vendían comidas "table d'hote" a precios moderados. El comedor principal ofrecía "un servicio igual al de cualquier restaurante metropolitano". Según un artículo del New York Times publicado en junio de 1915, "No hay ventanas ni puertas. Cuando llega el clima fresco, el piso superior se debe encerrar [ sic ] en vidrio".
En 1922-23, el edificio se convirtió en una instalación durante todo el año con calefacción de vapor y ventanas cerradas. El objetivo era en parte convertirlo en un centro de deportes de invierno. Entre las décadas de 1930 y 1980 se realizaron cambios en la planta y se ocultaron o perdieron algunos detalles históricos y motivos decorativos, y se eliminó gran parte del mobiliario rústico original. Una renovación destinada a restaurar algunos de estos detalles.
Cuando se utilizó para alojamiento durante la noche, el tercer piso se remodeló inicialmente como dormitorio. Posteriormente, se instalaron habitaciones individuales con baño compartido. En 1975, se instalaron baños individuales como parte de una renovación mayor.
En varios momentos durante las décadas de 1930 y 1940, el equipo de béisbol Brooklyn Dodgers, el equipo de fútbol New York Giants y el equipo de baloncesto New York Knickerbockers hicieron de la posada y las instalaciones deportivas adyacentes su sede de entrenamiento. También durante este período, los cabezas de cartel del entretenimiento incluyeron a Harry James y Tommy Dorsey, y algunos creen Kate Smith escribió su tema musical de 1931 "Cuando la luna viene sobre la montaña" mientras estaba en la posada. Si es así, la montaña en cuestión podría ser Anthony's Nose, que se encuentra al este al otro lado del río Hudson.
Madame Chiang Kai-shek pasó dos semanas recluida en una de las cabañas periféricas en la primavera de 1943 y se reunió allí con Wendell L. Willkie el 25 de abril antes de dirigirse a la Casa Blanca para una breve estadía.
Tras el estallido de la Segunda Guerra Mundial, la comisión del parque renunció a la gestión directa del hotel y se ofreció en concesión. Terminal Operating Corp. operó el hotel desde 1941 hasta 1965, cuando fue absorbido por Restaurant Associates Inc. A partir de 1991, ARA Leisure Services operaba la posada. En diciembre de 2008 se anunció un contrato similar con Guest Services Inc. de Fairfax, Virginia.
Se agregó al Registro Nacional de Lugares Históricos el 20 de septiembre de 2002. 

## Proyecto de renovación
Una renovación de $ 12 millones realizada por H3 HardyCorp, para restaurar el "esplendor rústico original" de la posada, anunciada por la comisión del parque en 2005, requeriría cerrar el edificio al público durante 18 meses. Estuvo cerrado por reformas desde aproximadamente 2005. Los informes de los medios sobre este tema de vez en cuando eran algo contradictorios. Una breve nota en The New York Times el 29 de noviembre de 2009 se refería a un evento de recaudación de fondos de caridad de alto nivel para el proyecto y decía que la renovación comenzaría en 2010. Los informes desde entonces ubican el costo esperado en un rango bastante amplio, mientras que las cuentas de algunos otros detalles también han variado. En abril de 2009, un informe comparativamente detallado en un medio de comunicación local del condado de Orange calculó los costos en $ 15 millones, lo que indica que el trabajo había estado en curso.
Un salón público que había incluido la icónica chimenea del segundo piso del edificio ha sido reconfigurado como restaurante y operación de catering. El 18 de febrero de 2012, Bear Mountain Inn reabrió después de un cierre de seis años.

## En la cultura popular
Aparece en la película At First Sight de 1999, donde se la llama "Bear Mountain Inn & Spa".